# Jules Covin
Jules Charles Covin, né le 19 octobre 1895 à Saint-Saulve et mort le 21 mars 1918 est un as de l'aviation française de la Première Guerre mondiale crédité de six victoires aériennes.

## Biographie
Le père de Jules Covin est sergent au 125e régiment d'infanterie de ligne stationné à Valenciennes. Sa mère est ménagère. Il suit une formation d'apprenti-mécanicien.
Lorsque la Première Guerre mondiale éclate, n'ayant pas fait son service militaire, il n'est pas mobilisé.
Le 19 novembre 1914, il obtient son brevet de pilote civil en volant avec un Caudron, formation qu'il a financée.
Le 2 décembre 1914, il se déclare pilote d'avion professionnel et s'engage à Lyon au titre du 3e groupe d'aviation. Il est breveté pilote militaire le 18 janvier 1915.

À sa sortie de l'école de formation au pilotage, il est affecté à l'escadrille C9 et effectue ses premières missions dans la région de Nancy. D'avril 1916 au 2 juillet 1916, il vole pour le service de fabrication. 

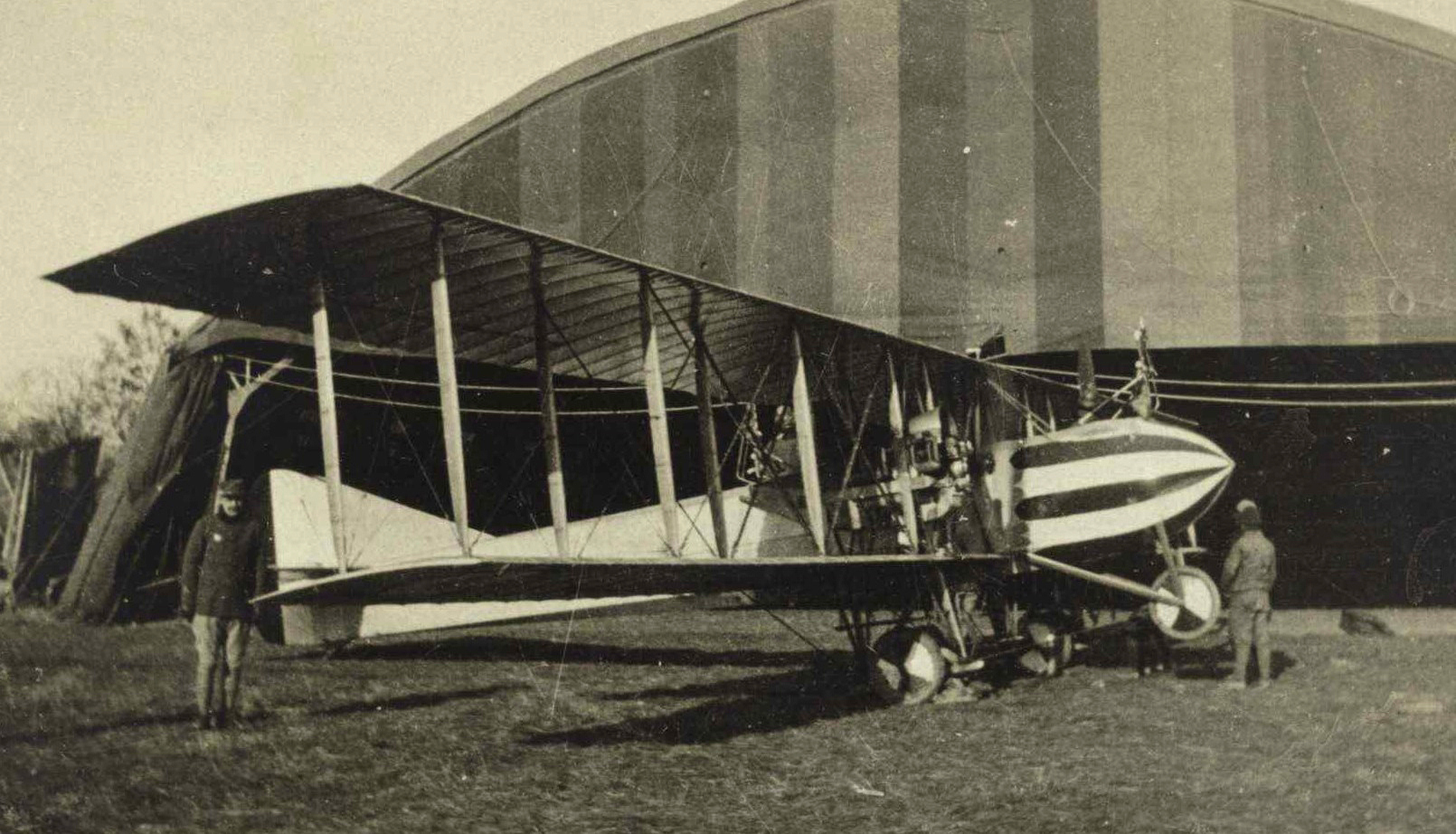
Caudron R.4 dans la Somme.

Le 28 août 1916, il est affecté à l'escadrille 52, dans laquelle il remporte, avec son équipage, sa première victoire aérienne aux commandes d'un Caudron R.4, le 10 novembre 1916. Il est légèrement blessé pendant ce combat,.
Le 25 décembre 1916, il est muté à l’escadrille R 213. Le 26 janvier 1917, au-dessus de la Somme, toujours à bord d'un Caudron R.4 ; avec ses mitrailleurs, il obtient une nouvelle victoire.

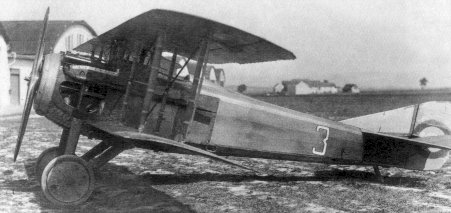
SPAD S.VII

En avril 1916, après une formation sur appareil monoplace, il est affecté à l’escadrille N 31 et vole à bord d'un SPAD S.VII. Il combat dans les Flandres puis en septembre 1917 dans la région de Reims. Le 23 septembre, il obtient sa troisième victoire. Le 24 octobre, obligeant un biplace ennemi à se poser dans les lignes françaises. Le 30 janvier 1918, il participe à la destruction d'un chasseur ennemi attaquant un ballon captif. Le 3 février 1918, il abat l'un des nouveaux Fokker Triplans.
Le 21 mars 1918, dans la région de Beaurieux, le sous-lieutenant Jules Covin est mortellement blessé lors d'un combat contre un groupe d'avions biplaces. Il se pose dans les lignes françaises puis meurt de ses blessures,.

## Distinctions
Il est reconnu « Mort pour la France ».
- Chevalier de la Légion d'honneur à titre posthume le 22 mai 1918[5];
- Médaille militaire (24 novembre 1916)[2],[3],[5],[6];
- Croix de guerre 1914–1918 (7 palmes)[2],[5],[6].